# Migdałecznik

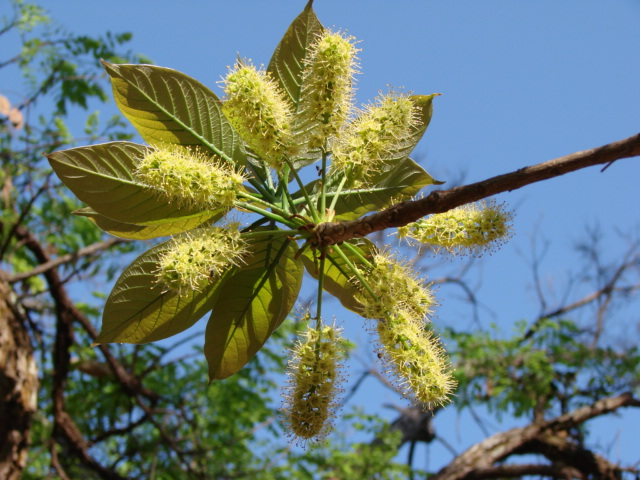
Terminalia argentea

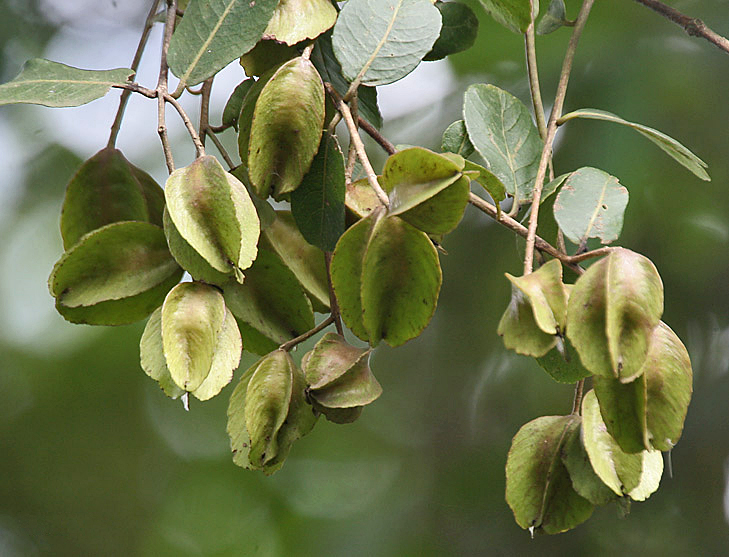
Migdałecznik arjuna

Migdałecznik, wyżyca, katappa (Terminalia) – rodzaj roślin z rodziny trudziczkowatych (Combretaceae). Obejmuje ok. 150–190 gatunków. Występują one na wszystkich kontynentach w strefie międzyzwrotnikowej (w tym 34 gatunki w Ameryce Środkowej). Liczne gatunki wykorzystywane są jako źródło drewna, tanin, barwników, gum oraz sadzone jako drzewa ozdobne i ocieniające.

## Morfologia

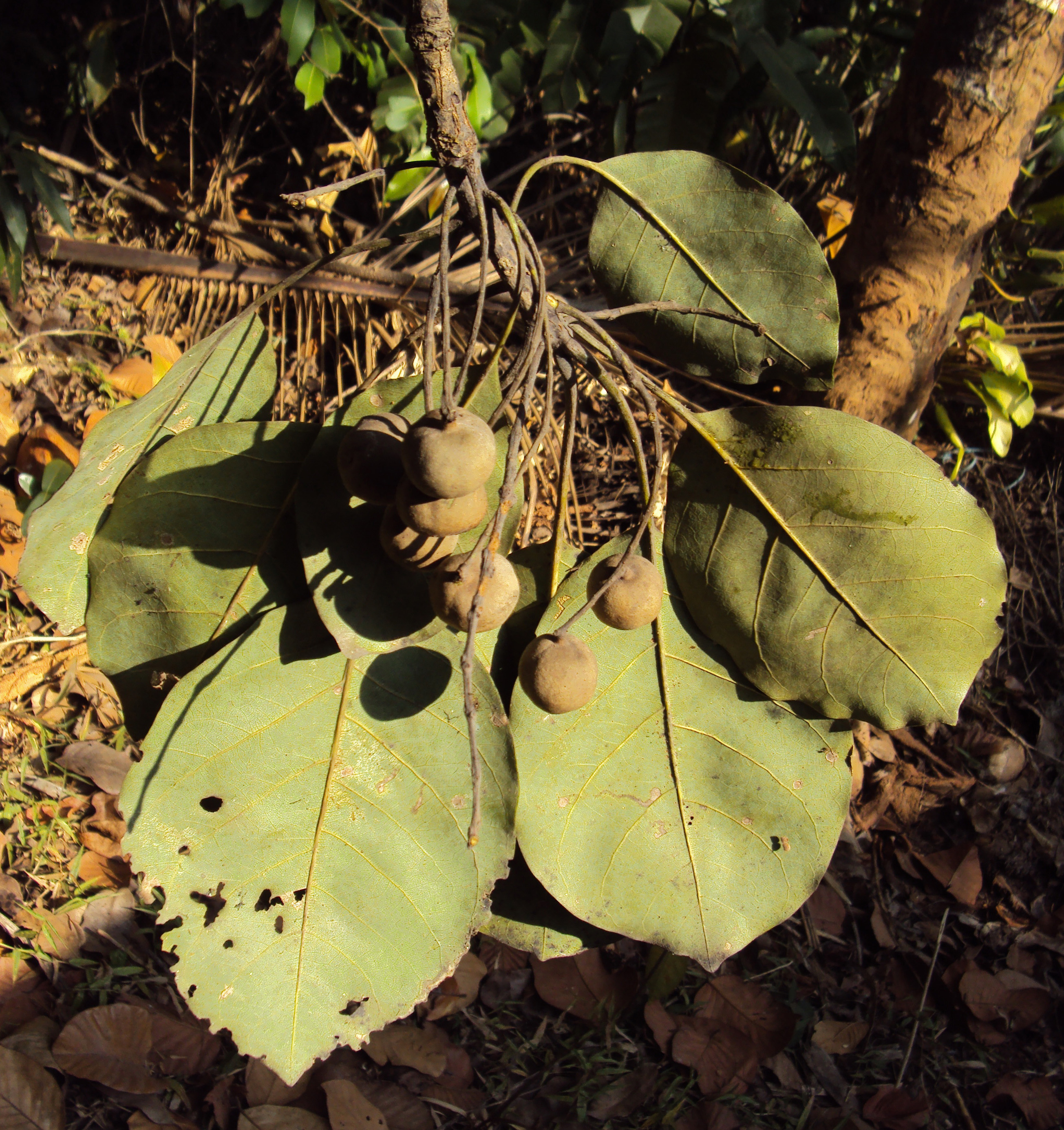
Terminalia bellerica

PokrójDrzewa, w tym także osiągające okazałe rozmiary i wspierające się korzeniami szkarpowymi. Nieliczne gatunki to krzewy. Gałęzie często rozpościerają się poziomo.
LiścieSkrętoległe, naprzeciwległe lub niemal okółkowe, często skupione na końcach pędów. Pojedyncze, jajowate, podługowate, eliptyczne i okrągłe. Owłosione lub nagie.
KwiatyZwykle drobne i zebrane w groniaste lub kłosokształtne kwiatostany wyrastające w kątach liści lub na szczycie pędów. Zwykle w szczytowej części kwiatostanu są same kwiaty męskie, a w dolnej – obupłciowe. Kielich jest szerokowalcowaty, jajowaty lub drobny, silnie zredukowany, zwykle z 4 lub 5 działkami. Płatków korony brak. Pręciki zwykle w dwóch okółkach w liczbie 8 lub 10.
OwoceJednonasienne niełupki różnego kształtu, w tym mięsiste i przypominające pestkowce, skórzaste i drewniejące, czasem z 2–5 skrzydełkami lub tylko żebrami.

## Systematyka
Rodzaj z podplemienia Terminaliinae z plemienia Combreteae z podrodziny Combretoideae w rodzinie trudziczkowatych (Combretaceae) z rzędu mirtowców.
Wykaz gatunków (tylko nazwy zaakceptowane według The Plant List)
- Terminalia actinophylla Mart.
- Terminalia acuminata Eichler
- Terminalia adamantium Cambess.
- Terminalia albida Scott-Elliot
- Terminalia amazonia (J.F.Gmel.) Exell
- Terminalia argentea Mart.
- Terminalia arjuna (Roxb. ex DC.) Wight & Arn. – migdałecznik arjuna
- Terminalia australis Cambess.
- Terminalia avicennioides Guill. & Perr.
- Terminalia belini Capuron
- Terminalia bellirica (Gaertn.) Roxb.
- Terminalia bialata (Roxb.) Steud.
- Terminalia boivinii Tul.
- Terminalia brachystemma Welw. ex Hiern
- Terminalia brasiliensis (Cambess. ex A. St.-Hil.) Eichler
- Terminalia brevipes Pamp.
- Terminalia brownii Fresen.
- Terminalia bucidoides Standl. & L.O. Williams
- Terminalia calcicola H. Perrier
- Terminalia calophylla Tul.
- Terminalia catappa L. – migdałecznik właściwy
- Terminalia cephalota McPherson
- Terminalia chebula Retz.
- Terminalia chicharronia Wright ex Sauvalle
- Terminalia citrina Roxb. ex Fleming
- Terminalia crenata Tul.
- Terminalia crenulata Roth
- Terminalia crispialata (Ducke) Alwan & Stace
- Terminalia dichotoma G.Mey.
- Terminalia disjuncta H. Perrier
- Terminalia divaricata H. Perrier
- Terminalia diversipilosa H. Perrier
- Terminalia edulis Blanco
- Terminalia eichleri Alwan & Stace
- Terminalia erici-rosenii R.E.Fr.
- Terminalia exsculpta Tul.
- Terminalia fagifolia Mart.
- Terminalia fatraea (Poir.) DC.
- Terminalia flavicans Boivin & Tul.
- Terminalia franchetii Gagnep.
- Terminalia glabrescens Mart.
- Terminalia glaucescens Planch. ex Benth.
- Terminalia gossweileri Exell & J.G.García
- Terminalia gracilipes Capuron
- Terminalia gracilis Tul.
- Terminalia griffithsiana Liben
- Terminalia guaiquinimae Maguire & Exell
- Terminalia guyanensis Eichler
- Terminalia hylobates Eichler
- Terminalia ivorensis A.Chev.
- Terminalia kaiseriana F. Hoffm.
- Terminalia kilimandscharic a Engl.
- Terminalia kuhlmannii Alwan & Stace
- Terminalia laxiflora Engl.
- Terminalia leandriana H. Perrier
- Terminalia lucida Hoffmanns. ex Mart.
- Terminalia macroptera Guill. & Perr.
- Terminalia mantaly H.Perrier
- Terminalia menezesii Mendes & Exell
- Terminalia modesta Tul.
- Terminalia mollis M.A.Lawson
- Terminalia muelleri Benth.
- Terminalia myriocarpa Van Heurck & Müll. Arg.
- Terminalia namorokensis H. Perrier
- Terminalia neotaliala Capuron
- Terminalia nigrovenulosa Pierre
- Terminalia obcordiformis H. Perrier
- Terminalia oblonga (Ruiz & Pav.) Steud.
- Terminalia ombrophila H. Perrier
- Terminalia orbicularis Engl. & Diels
- Terminalia parvula Pamp.
- Terminalia perrieri Capuron
- Terminalia phaeocarpa Eichler
- Terminalia phanerophlebia Engl. & Diels
- Terminalia polyantha C. Presl
- Terminalia polycarpa Engl. & Diels
- Terminalia procera Roxb.
- Terminalia prunioides M.A.Lawson
- Terminalia pumila Thouars ex Tul.
- Terminalia quintalata Maguire
- Terminalia ramatuella Alwan & Stace
- Terminalia randii Baker f.
- Terminalia reitzii Exell
- Terminalia riedelii Eichler
- Terminalia sambesiaca Engl. & Diels
- Terminalia scutifera Planch. ex M.A.Lawson
- Terminalia sericea Burch. ex DC.
- Terminalia seyrigii (H. Perrier) Capuron
- Terminalia spinosa Engl.
- Terminalia stenostachya Engl. & Diels
- Terminalia steyermarkii Alwan & Stace
- Terminalia stuhlmannii Engl.
- Terminalia subserrata H. Perrier
- Terminalia sulcata Tul.
- Terminalia superba Engl. & Diels
- Terminalia taliala H. Perrier
- Terminalia tanibouca Rich.
- Terminalia tetrandra (Danguy) Capuron
- Terminalia tomentosa Wight & Arn. – migdałecznik kutnerowaty
- Terminalia trichopoda Diels
- Terminalia triflora (Griseb.) Lillo
- Terminalia tropophylla H. Perrier
- Terminalia uleana Engl. ex Alwan & Stace
- Terminalia ulexoides H. Perrier
- Terminalia urschii H. Perrier
- Terminalia valverdeae A.H. Gentry
- Terminalia vermae M.Gangop. & Chakrab.
- Terminalia virens (Spruce ex Eichler) Alwan & Stace
- Terminalia yapacana Maguire